# Le Voyage imaginaire
Le Voyage imaginaire is een Franse filmkomedie uit 1926 onder regie van René Clair.

## Verhaal
Een verlegen bankbediende is verliefd op een knappe typiste. Er zijn ook twee andere collega's die naar haar gunst dingen. Hij zoekt zijn toevlucht tot een droomwereld, waar hij zijn verlegenheid tracht te overwinnen.

## Rolverdeling
| Acteur           | Personage     |
| ---------------- | ------------- |
| Dolly Davis      | Lucie         |
| Jean Börlin      | Jean          |
| Albert Préjean   | Albert        |
| Jim Gérald       | Auguste       |
| Paul Ollivier    | Bankdirecteur |
| Maurice Schutz   | Heks          |
| Yvonne Legeay    | Slechte fee   |
| Marguerite Madys | Goede fee     |